# 许传音
许传音（1884年11月23日—1971年9月24日），安徽贵池人。南京大屠杀期间，任南京安全区国际委员会成员、世界红卍字会南京分会副会长。

## 生平
1897年前往南京求学，1905年获汇文书院农学学士学位，毕业后留校任教，1915年获金陵大学硕士学位。同年获庚子赔款留学基金资助，赴伊利诺伊大学留学，1917年获经济学博士学位。1919年回到北京，在北洋政府铁道部工作，1928年定居南京，在中华民国铁道部工作。
南京大屠杀期间，应邀担任南京安全区国际委员会住房委员会主任，主持难民的住房安排工作，阻止并记录日军暴行。因通晓英语，为与外籍人士沟通，应邀担任世界红卍字会南京分会副会长，帮助掩埋尸体。1938年初，为更好地救助难民，任南京市自治委员会顾问。安全区被迫解散后，任南京难民区国际救济委员会委员。1945年后任鼓楼医院副院长。1946年前往东京，在远东国际军事法庭中出庭作证。1947年审判谷寿夫时，协助挖掘万人坑骸骨，并出庭作证。
因在日军的自治委员会担任过要职，1949年后许传音命运坎坷，文化大革命期间遭冲击去世，葬于黄金山公墓，后迁至雨花台功德园。